# VII. Ióannész bizánci császár
VII. Ióannész Palaiologosz, magyarosan VII. János (görögül: Ιωάννης Ζ' Παλαιολόγος), (Konstantinápoly, 1370. december 18. – Szaloniki, 1408. szeptember 22.) bizánci császár 1390-ben néhány hónapig. 1399-től 1402-ig a birodalom régensse volt.

## Élete
V. Ióannész unokája eredetileg nem örökölhette volna a trónt apja, IV. Andronikosz lázadása miatt, ám ő mégis megragadta a hatalmat 1390-ben. Mindössze hat hónapig uralkodott, ugyanis nagyapja velencei és török segítséggel visszatért, azonban már a következő hónapban meghalt. Örököse, II. Manuél igyekezett kiegyezni VII. Ióannészsal, nehogy ismét polgárháború robbanjon ki. Ekkor Ióannész elismerte Manuélt császárnak, ám csak azzal a kikötéssel, hogy még rövid országlása alatt megkoronázott fia, V. Andronikosz fogja örökölni halála után a trónt.
1399-ben az Oszmán Birodalom megtámadta a Bizánci Birodalmat, mire a császár elmenekült, hogy nyugaton keressen segítséget, és Ióannészt régensként hagyta Konstantinápolyban. Ő a csodában bízva egészen 1402-ig védelmezte a birodalmat, amikor az bekövetkezett: Timur Lenk mongol csapatai szétzúzták az oszmán erőket az ankarai csatában, és még I. Bajazid szultán is fogságba esett. Ezután a törökök a Bizánci Birodalommal baráti viszony kiépítésére törekedtek.
Ióannész jutalmul megkapta a Márvány-tenger addig törökök által megszállva tartott ázsiai partvidékét és Thesszalonikét az Égei-tenger partján. II. Manuél hazatértekor átadta neki a hatalmat, és 1408-ban bekövetkezett haláláig békében élt, mint Thesszaloniké kormányzója. Fia, V. Andronikosz tíz évvel Ióannész előtt hunyt el, így II. Manuél fiai örökölték a trónt.
| Előző uralkodó: V. Ióannész | Bizánci császár 1390 | Következő uralkodó: V. Ióannész |